# Хомустахский 1-й наслег
Хомустахский 1-й наслег — сельское поселение в Намском улусе Якутии Российской Федерации.
Административный центр — село Кысыл-Сыр.

## История
Статус и границы сельского поселения установлены Законом Республики Саха (Якутия) от 30 ноября 2004 года N 173-З N 353-III «Об установлении границ и о наделении статусом городского и сельского поселений муниципальных образований Республики Саха (Якутия)».

## Население
| 2002  | 2010  | 2011  | 2012  | 2013  | 2014  | 2015  |
| ----- | ----- | ----- | ----- | ----- | ----- | ----- |
| 1351  | ↗1502 | ↗1506 | ↗1527 | ↘1519 | ↗1539 | ↗1576 |
| 2016  | 2017  | 2018  | 2019  | 2020  | 2021  |       |
| ↘1567 | ↗1574 | ↗1603 | →1603 | ↗1612 | ↗1647 |       |

## Состав сельского поселения
| № | Населённый пункт | Тип населённого пункта       | Население |
| - | ---------------- | ---------------------------- | --------- |
| 1 | Кысыл-Сыр        | село, административный центр | ↗1647     |